# سيدعلي (مقاطعة تشرام)
سيدعلي (بالفارسية: سیدعلی) هي قرية تقع في قسم سرفارياب الريفي (مقاطعة تشرام) في إيران.